# Futurama (exhibición)

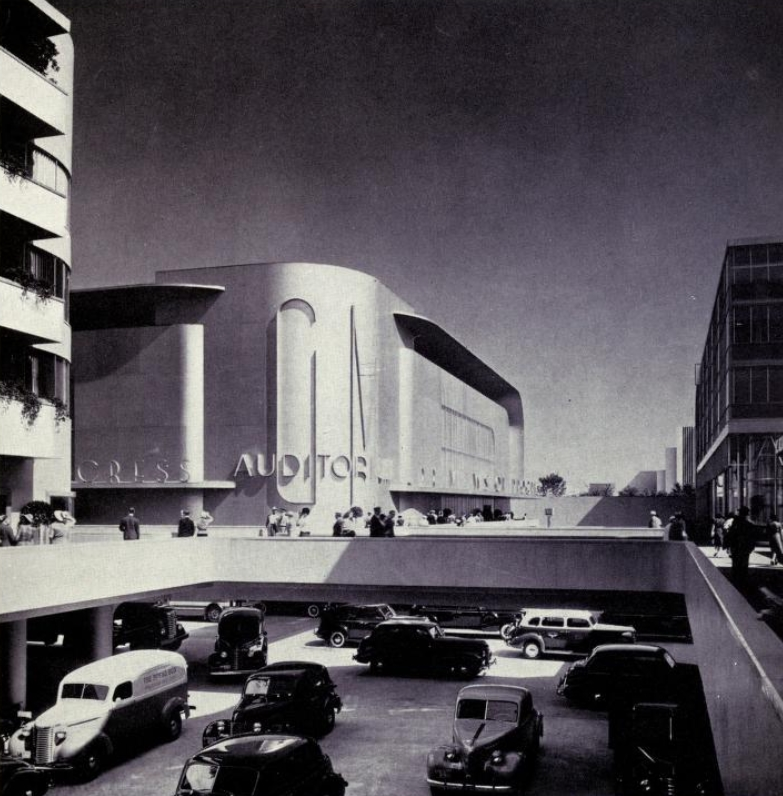
Una de las posibles escenas cotidianas en el futuro del utópico Nueva York.

Futurama fue una exhibición/atracción de la Exposición Mundial de Nueva York de 1939 diseñada por Norman Bel Geddes que mostraba el mundo de 20 años en el futuro, incluyendo autopistas automatizadas y vastos suburbios. La exhibición fue patrocinada por General Motors.
Una versión actualizada, Futurama II, apareció en la Exposición Mundial de Nueva York de 1964. La versión de 1964 mostraba la vida en un "futuro cercano" sin fecha específica ni década definida. Se exhibía una base lunar de operaciones, un "Centro Meteorológico" Antártico de predicción del tiempo, exploraciones submarinas y el "Hotel Atlantis" para vacaciones bajo el mar, irrigación de desiertos y regeneración del suelo, construcción de carreteras en la jungla y una Ciudad del Futuro. Los visitantes eran guiados por los dioramas en un tren con sillas para tres personas. Esta exhibición Futurama fue nuevamente patrocinada por General Motors, y resultó ser la más popular de toda la Exposición Mundial con más de 26 millones de visitas en las dos temporadas de 6 meses que duró la muestra. La espera en la fila de entrada era con frecuencia superior a dos horas.